# مراد بوطاجين
مراد بوطاجين (1955) هو إعلامي، ومُعلق رياضي جزائري وكان عضوا بالبرلمان الجزائري من مواليد حسين داي بالعاصمة، من عائلة رياضية متكونة من الوالد والوالدة سبعة اخوة، أربعة منهم ينشطون في مجال الرياضة، بالإضافة إلى بنتين.
بدأ عمله الصحافي في التلفزيون الجزائري عام 1983 .وكان أول ظهور على الشاشة سنة 1985 في حصة أرقام وتعاليق مع الإعلامي الكبير بن يوسف وعدية

## أهم الحصص
بعد أرقام وتعاليق جاءت كأس إفريقيا وقام بتنشيط حصص يومية على الهامش، ثم أشرف على تنشيط حصة »تكهنات« التي تبث قبل المقابلة
وتواصل مشواره بعد تلك الحصة، حيث أصبح معدا ومقدما لعديد الحصص التلفزيونية، منها حصة »على التماس« التي كانت تقليدا لبعض الحصص الفرنسية من حيث الطرح الذي كانت تحمله والقائم على نقاشات جدلية وعلى الرأي والرأي الآخر، شرع في تنشيط هذه الحصة سنة 1996،توقفت الحصة بعد عامين وقصت ثلاث حصص منها، كانت الحصص مسجلة وكان من المستحيل العمل في إطار البث المباشر، كما أن تقديمه لهذه الحصة لم يمنعه من تنشيط حصص أخرى على الهامش، حيث أشرفت على تقديم حصص ترفيهية في الصيف مثل حصة »الفرجة«، »صيف 98 مع حميد عاشوري« وبهدف إنجاح هذه الحصص وظفت خبرتي كمنشط سابق في المخيمات الصيفية وعضو في الكشافة الإسلامية.

## السياسة
في سنة 2002 تم انتخابه كنائب بالمجلس الشعبي الوطني عن حزب جبهة التحرير الوطني لمدة خمس سنوات

## قناة كواليس
التحق بقناة بور تيفي سنة 2007 ليؤسس قناته الخاصة سنة 2014 وهي قناة كواليس